# Chè khúc bạch

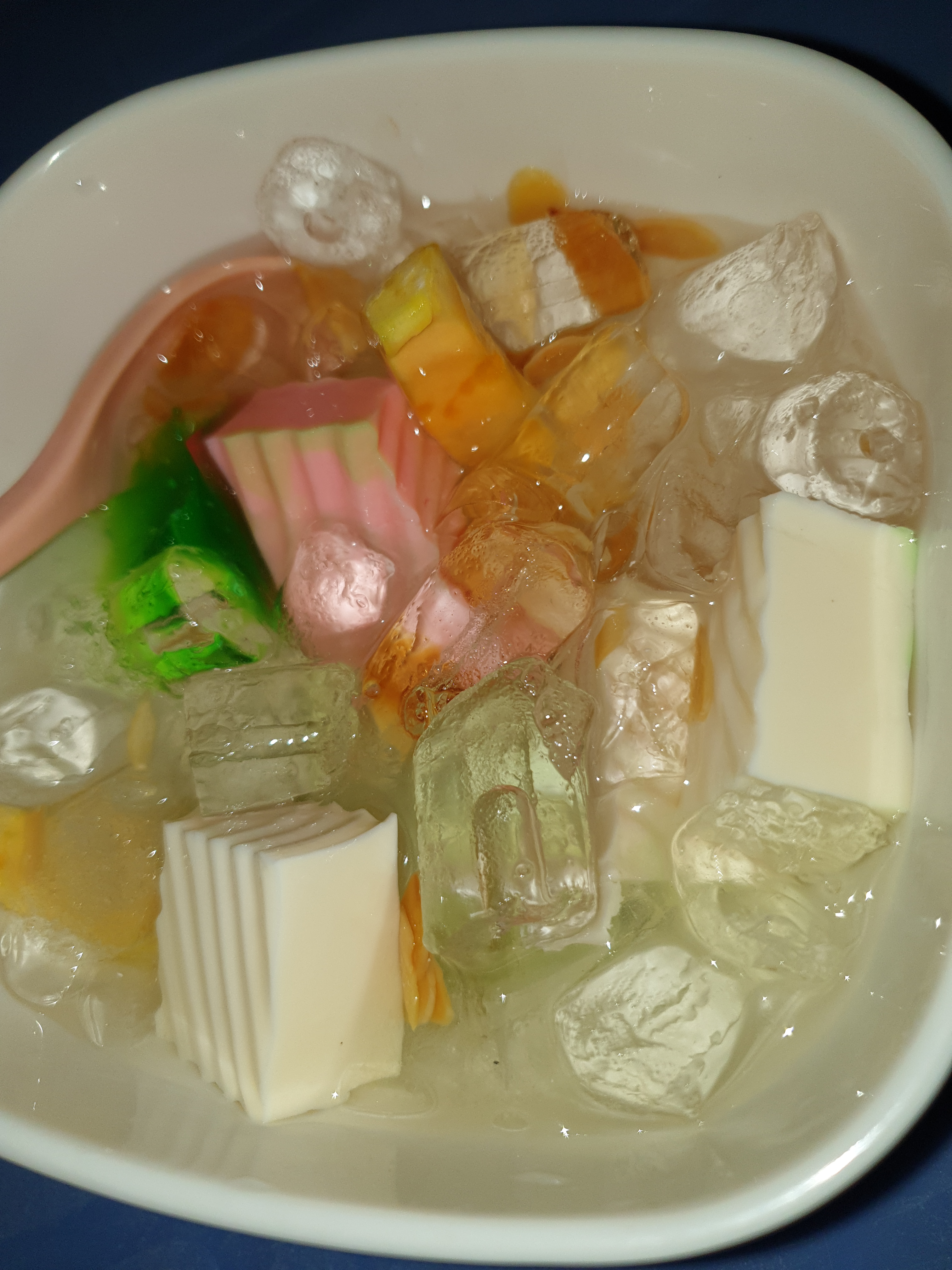
Chè khúc bạch

Chè khúc bạch là một món chè giải khát khá phổ biến của Việt Nam. Về cơ bản món ăn này là một dạng rau câu, nhưng được biến tấu nhiều về thành phần nguyên liệu, đa dạng hơn và được ăn chung với nhau, với cách ăn khác với rau câu thường. Cái tên "chè khúc bạch" có nguồn gốc từ Hán Việt, mô tả hình dạng thành phẩm của những viên thạch màu trắng được cắt thành khúc nhỏ vừa ăn.

## Thương mại

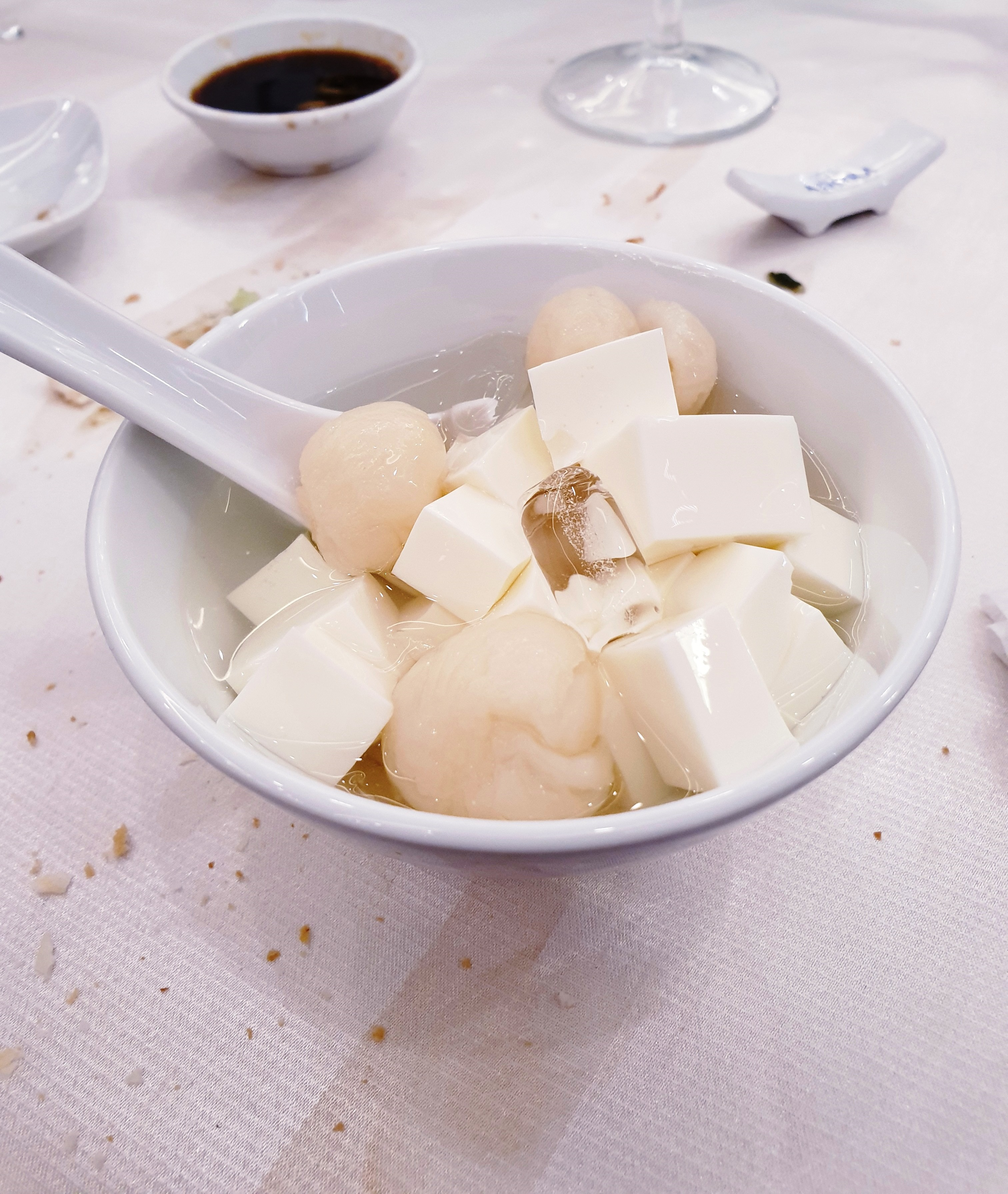
Chè khúc bạch long nhãn